# Sankt Stefans katedral i Sens

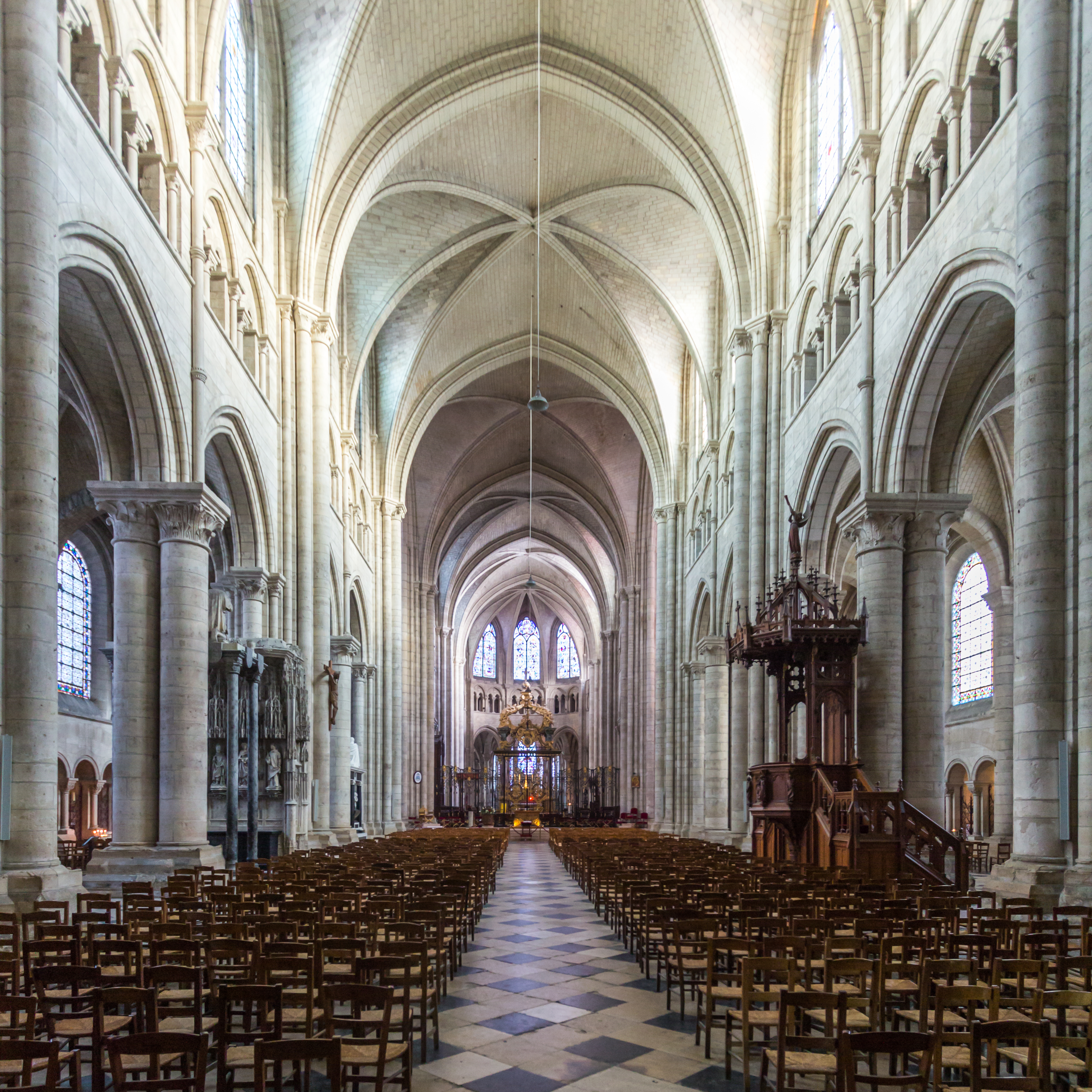
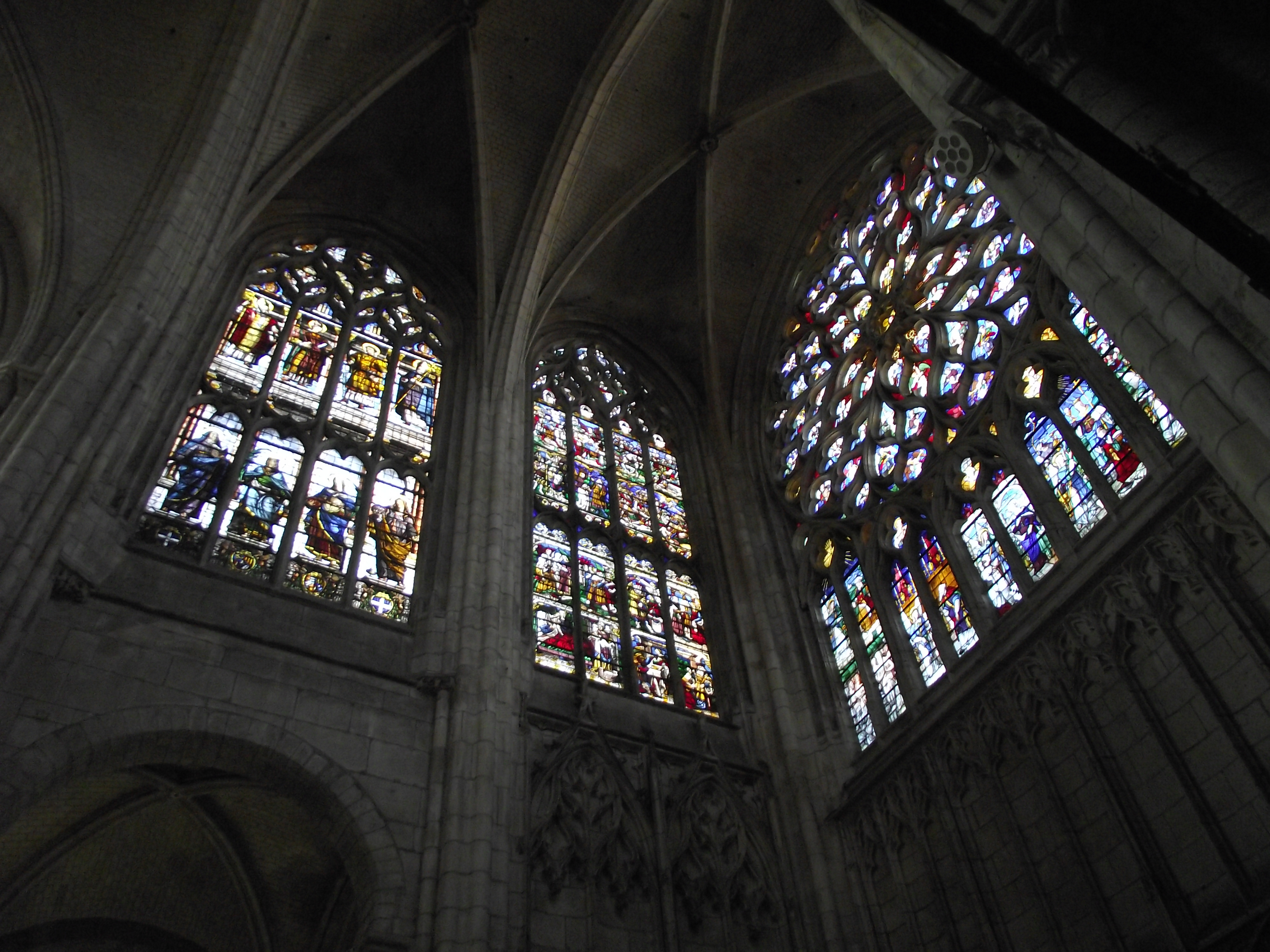
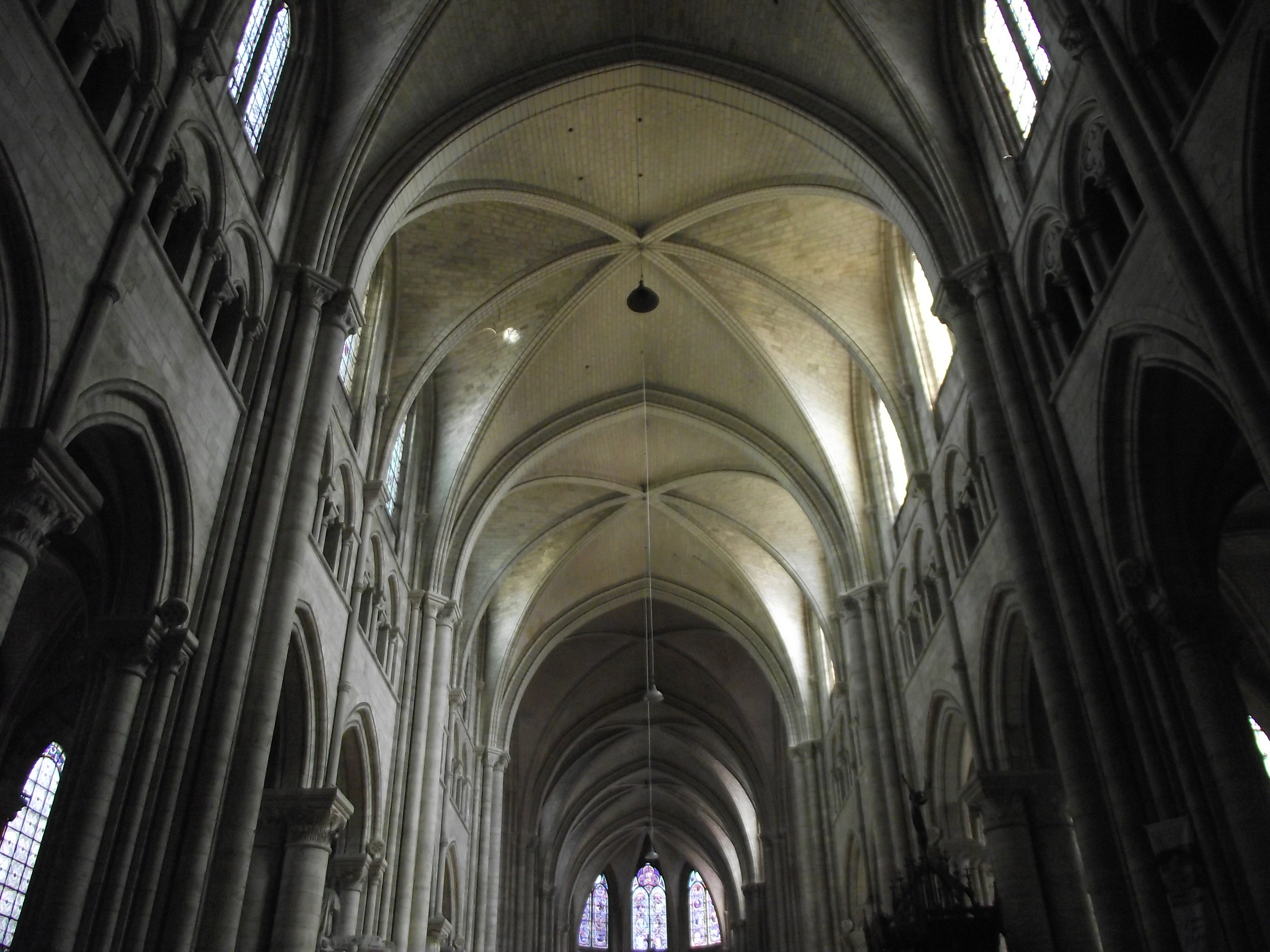
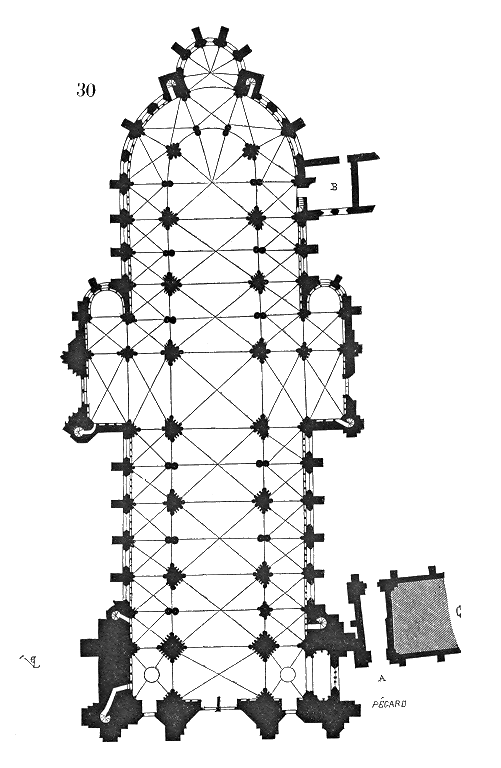
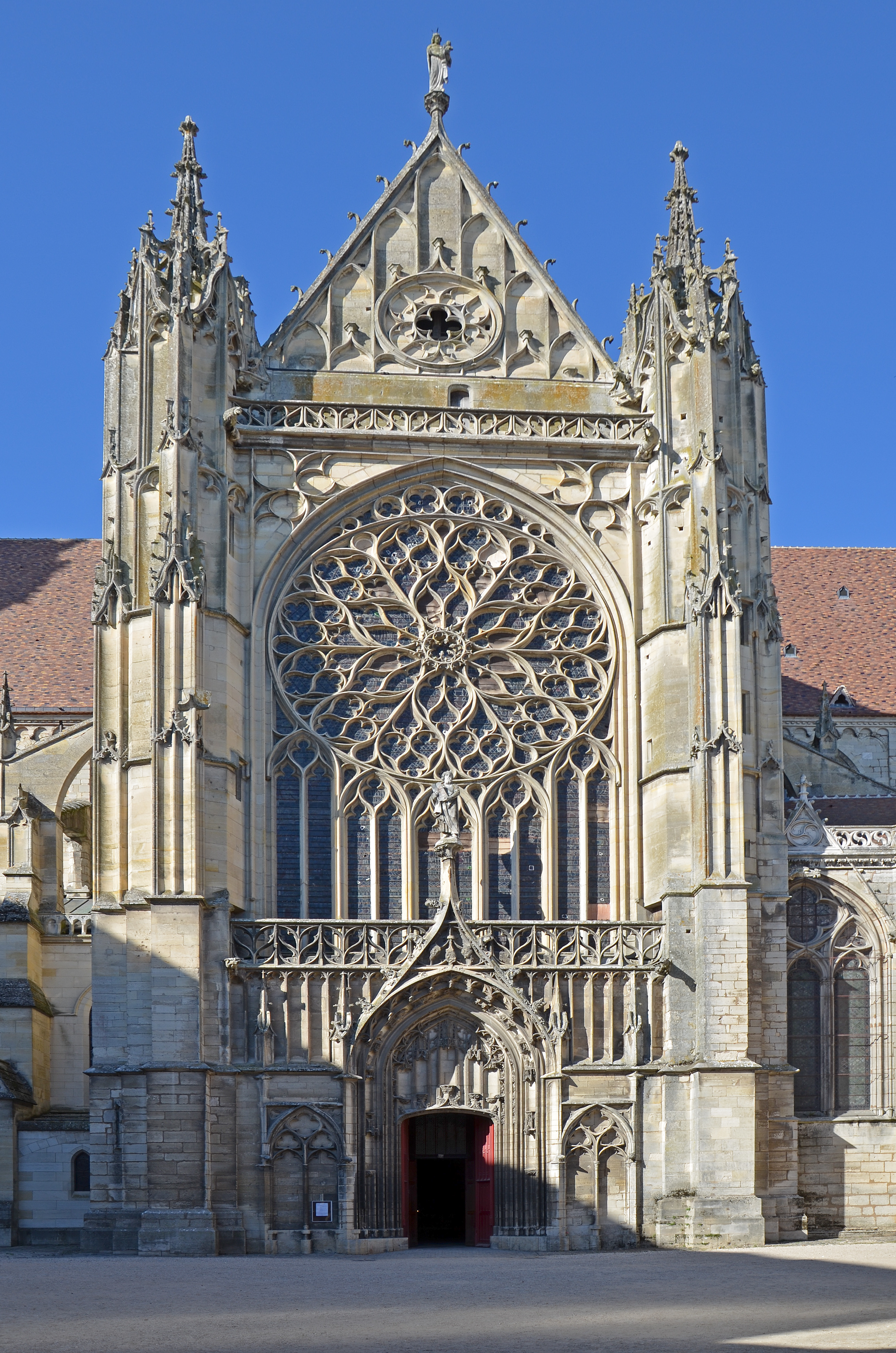

Sankt Stefans katedral i Sens (franska: Cathédrale Saint-Étienne de Sens), är den första gotiska katedralen, belägen i departementet Yonne i Bourgogne, Frankrike. Byggnationen av katedralen påbörjades omkring 1135, ungefär samtidigt som koret i den mer kända gotiska klosterkyrkan i Saint-Denis byggdes. Katedralen Saint-Étienne i Sens invigdes av påven 1164 innan den var helt färdigbyggd.

## Historik
I början av 1100-talet beslutade ärkebiskopen i Sens att en äldre karolingisk kyrka från 900-talet skulle rivas och ersättas av en ny katedral. Katedralen började byggas omkring 1130 - 1140 och blev en av de första byggnaderna i gotisk stil med nya arkitektoniska element som rosettfönster, strävpelare och kryssribbvalv; stilelement som kom att spridas över hela Europa. En av katedralens skapare, murmästaren och arkitekten Vilhelm av Sens arbetade senare vid uppförandet av det gotiska koret i katedralen i Canterbury i England.
År 1164 invigdes och välsignades katedralen av påven Alexander III. Samma år vigdes Uppsalas biskop, Stefan av Alvastra, till Sveriges förste ärkebiskop i Sens katedral i påvens närvaro. Katedralen var då inte helt färdigbyggd, arbetet kom att fortsätta med längre och kortare avbrott in på 1500-talet. Ett klocktorn som rasat 1267 återuppfördes först 1535. 
Katedralen Saint-Étienne i Sens var under medeltiden en av Frankrikes mest betydande kyrkobyggnader - här valde kung Ludvig IX av Frankrike att viga sig med Margareta av Provence 1234.
Saint-Étienne har två av renässansens mest berömda kyrkklockor. De två storklockorna (fr:bourdons) från mitten av 1500-talet heter  La Savinienne och  La Potentienne. De används än idag. 
Från 1500-talet och fram till mitten av 1700-talets förändrades inte katedralen nämnvärt. Men 1762 utsattes den för vandalism av franska revolutionärer då framför allt portalens skulpturer demolerades. Under 1800-talet genomfördes vissa förändringar och en restaurering av byggnaden; bland annat förstördes sidokapellen från 1200-talet och erssattes med nya i en främmande stil. 
Katedralen klassificerades som nationellt byggnadsminnesmärke 1840.
- Wikimedia Commons har media som rör Katedralen i Sens.